# Jure Francetić
Jure Francetić (ur. 3 lipca 1912 w Otočacu, zm. 27 lub 28 grudnia 1942 koło wioski Močile w rejonie miasta Slunj) – członek chorwackiego ruchu ustaszy, dowódca Czarnego Legionu, głównodowodzący całością sił zbrojnych ustaszy (ustaška vojnica). Jeden z organizatorów ludobójstwa Serbów i Romów

## Życiorys

### Przed II wojną światową
Uczęszczał do szkoły podstawowej w Otočacu oraz gimnazjum w Senju i Otočacu. Studiował prawo na uniwersytecie w Zagrzebiu jednak przerwał naukę i w 1931 roku przyłączył się do ruchu ustaszy. Z powodu prowadzenia separatystycznej propagandy chorwackiej został aresztowany i zmuszony do opuszczenia Zagrzebia na okres 5 lat. Początkowo krótko mieszkał w rodzinnym Otočacu, a w marcu 1933 r. wyjechał do Włoch, gdzie 24 kwietnia w obozie w Borgotaro złożył przysięgę ustaszy następnie przebywał w Austrii i na Węgrzech, gdzie działały obozy chorwackich ekstremistów.
Po zabójstwie króla Jugosławii Aleksandra I 9 października 1934 r. w Marsylii, został internowany na Sycylii. Kolejne 4 lata spędził w Austrii i na Węgrzech, po czym powrócił do Włoch. Po ogłoszeniu amnestii przez władze jugosłowiańskie powrócił w listopadzie 1937 r. do Chorwacji, ale został aresztowany i zesłany do rodzinnej miejscowości. W 1938 r. zamieszkał wreszcie w Zagrzebiu, mając nadzieję na zakończeniu studiów. Jednakże został wcielony do armii, dochodząc do stopnia podoficera. Pod koniec 1940 r. ponownie go aresztowano w Zagrzebiu z powodu wysłania telegramu z gratulacjami od chorwackich faszystów dla księdza Jozefa Tiso, prezydenta nowo utworzonego Państwa Słowackiego. Znowu zmuszony do przeniesienia się do Otočaca, wygłosił propagandowe przemówienie z okazji Nowego Roku w miejscowej szkole. Aby uniknąć aresztowania, uciekł 12 stycznia 1941 r. do Niemiec.

### Okres wojny
Po utworzeniu Niepodległego Państwa Chorwackiego 10 kwietnia, powrócił do Chorwacji, zostając przedstawicielem ustaszy na Bośnię i Hercegowinę. Powołał władze chorwackie w Sarajewie i sformował pierwsze oddziały wojskowe do walki z rebeliantami we wschodniej Bośni. Awansował do stopnia kapitana w Batalionie Ochrony Poglavnika. We wrześniu utworzył Grupę Bojową „Francetić”, zwaną też Czarnym Legionem, stając na jej czele. W listopadzie awansował do stopnia majora. Na przełomie 1941/1942 r. walczył w rejonie Sarajewa, Ozrenu, Romaniji, Pijesaku.
Na przełomie zimy 1941-42, Czarny Legion dokonał szeregu masakr w których zabito tysiące bezbronnych bośniackich Serbów a ich ciała wrzucono do rzeki Drina. Francetić odpowiedzialny jest za śmierć 3000 cywili zabitych w czystkach etnicznych.
6 marca 1942 r. dostał awans na podpułkownika. Pod koniec marca obszar działań Czarnego Legionu przeniósł się nad rzekę Drina. 24 kwietnia J. Francetić został odznaczony Orderem Wojskowym Żelaznej Koniczyny 3 klasy.
Pod koniec maja Czarny Legion walczył w okolicy miejscowości Makarska-Vrgorać i jego dowództwo zamierzało skierować się w stronę Mostaru, ale pod wpływem presji Włochów powrócono do Sarajewa. 24 czerwca awansował do stopnia pułkownika. W czasie walk dokonał masakry 890 Serbów i Żydów a jego oddziały dokonały szeregu gwałtów na miejscowych kobietach i dziewczynkach.
W lipcu na czele części Legionu działał w rejonie miejscowości Kozara i Bugojno, gdzie zmusił do wycofania się partyzanckie brygady. Następnie uczestniczył w operacjach w okolicach Livno i Tomislavgradu. 25 sierpnia został głównodowodzącym wszystkich brygad ustaszy. Pod koniec września towarzyszył poglavnikowi Ante Paveliciowi w inspekcji chorwackiego 369. Pułku Piechoty na froncie wschodnim, a dzień wcześniej spotkaniu z Adolfem Hitlerem w Winnicy na Ukrainie. Następnie ponownie dowodził siłami ustaszy w walce z komunistyczną partyzantką. W październiku jego oddziały atakowały Livno, a w listopadzie działały w rejonie Kalnika.
Osobiście aresztował i przesłuchiwał przywódców żydowskich i serbskich tj. Miskin czy Albahari i nakazał zamordować wielu z nich. Utworzył własne więzienie w prywatnym mieszkaniu w Sarajewie.
22 grudnia J. Francetić leciał samolotem do miejscowości Gospić, aby przejąć dowodzenie sektora operacyjnego w regionie Lika, kiedy maszyna musiała awaryjnie lądować koło wsi Močile w okolicy Slunja, który to obszar był kontrolowany przez partyzantów. W walce z nimi J. Francetić został ciężko ranny w głowę. Kiedy partyzanci zorientowali się, kto im wpadł w ręce, przetransportowali go do monastyru w Slunju i próbowali uratować, aby osądzić za zbrodnie wojenne. Jednakże dowódca ustaszy nie przeżył. Zmarł w szpitalu w Slunju 27 lub 28 grudnia; nie wiadomo, gdzie został pochowany. Dwa dni później władze NDH ogłosiły, że zaginął, a 30 marca 1943 oficjalnie potwierdziły jego śmierć. Pośmiertnie 27 marca został odznaczony wysokim odznaczeniem wojskowym z prawem do tytułu vitez (rycerz), a 8 kwietnia awansowano go do stopnia generała ustaszy. W celu upamiętnienia jego osoby 31 marca 7 pułk piechoty ustaszy nazwano jego imieniem.

## Gloryfikacja
W czerwcu 2000 r. stowarzyszenie weteranów ustaszy ze Slunja ufundowało płytę pamiątkową ku czci J. Franceticia z napisem Hrvatski vitez Jure Francetić. Spowodowało to spore kontrowersje, ale rząd Ivicy Račana nie interweniował. Dopiero nowy gabinet Ivo Sanadera usunął w 2004 r. płytę ze Slunja. W tym czasie podobne miejsca pamięci powstawały w innych miejscowościach, ale za każdym razem były likwidowane.